# ادريانو فرنسيسكو
ادريانو فرنسيسكو (12 أبريل 1988 بريو دي جانيرو في البرازيل - ) هو لاعب كرة قدم برازيلي في مركز الهجوم. لعب مع Puerto Rico United ‏ وبريجالنيكا شتيب ‏ وAtlético de San Juan FC ‏ وHollywood United Hitmen ‏.

## وصلات خارجية
- ادريانو فرنسيسكو على موقع قاعدة بيانات كرة القدم.إي يو (الإنجليزية)
- ادريانو فرنسيسكو على موقع Soccerway.com (الإنجليزية)